# Списък на келтски божества
Списък на келтски божества на древните племена келти.

## Божества на континенталните келти
Галските келти са живели в днешните Франция и Белгия. Бритонските келти, или Бритоните са живели на Британските острови и по-късно са мигрирали на Бретан.

#### Мъже
- Абандин, вероятно речен бог
- Abellio (Abelio, Abelionni), бог на плодородието
- Alaunus (Fin), бог на лечението
- Alisanos (Alisaunus)
- Ambisagrus
- Anextiomarus (Anextlomarus, Anextlomara), божество-покровител
- Анку, бог на смъртта
- Atepomarus, бог на конете
- Arvernus
- Arausio, бог на водата
- Barinthus (Мананан Мак Лир), бог на водата и езерата
- Belatu-Cadros (Belatucadros, Belatucadrus, Balatocadrus, Balatucadrus, Balaticaurus, Balatucairus, Baliticaurus, Belatucairus, Belatugagus, Belleticaurus, Blatucadrus, and Blatucairus), бог на войната
- Белен (Belinus, Belanus, Belenos, Belinos, Belinu, Belanu, Bellinus, Belus, Bel)
- Борвон (Бормон, Борман)
- Buxenus
- Camalus (Camulus, Camulos)
- Canetonnessis
- Кернун (Цернун)
- Cicolluis
- Cimbrianus
- Cissonius (Cisonius, Cesonius)
- Mars Cnabetius, бог на войната
- Коцидий, бог на войната
- Condatis, бог на реки
- Contrebis (Contrebis, Contrebus)
- Dii Casses
- Езус
- Fagus
- Genii Cucullati
- Grannus, бог на минерални извори
- Icaunus, бог на реки
- Intarabus
- Iovantucarus
- Lenus
- Leucetios (Leucetius)
- Луг
- Luxovius (Luxovius)
- Мапон (Maponus)
- Mogons (Moguns)
- Moritasgus
- Mullo
- Nemausus, божество, почитано в района на гр. Ним
- Nerius
- Ноденс (Nudens, Nodons)
- Огмий
- Robor
- Rudianos, бог на войната
- Segomo, бог на войната
- Смертрий (Smertios, Smertrius), бог на войната
- Сукес (Sucellus, Sucellos)
- Таранис
- Тевтат (Caturix, Teutates)
- Veteris (Vitiris, Vheteris, Huetiris, Hueteris)
- Virotutis
- Visucius
- Vindonnus
- Vinotonus
- Vosegus, бог на Вогезите

#### Жени
- Абноба, богиня, почитана в района на планината Шварцвалд
- Адсулата, богиня на река Сава
- Aericura
- Агрона, богиня на войната
- Анкамна
- Андарта
- Андрасте, богиня на победата
- Ардуина, богиня, почитана в района на планината Ардени
- Aufaniae
- Arnemetia, водна богиня
- Артио
- Aventia
- Авета, майка богиня
- Белисама, езера и реки, съпруга на Belenus
- Brigantia
- Britannia
- Camma
- Campestres
- Клота, богиня на река Клайд
- Ковентина, богиня
- Дамара, богиня
- Дамона, съпруга на Apollo Borvo и на Apollo Moritasgus
- Dea Matrona, Богиня майка и богиня на река Марна
- Dea Sequana, богиня на река Сена
- Debranua, богиня
- Епона, богиня
- Erecura, земна богиня
- Icovellauna, водна богиня
- Litavis
- Mairiae
- Нантосвелта
- Неметона
- Ритона (Pritona), богиня
- Росмерта, богиня
- Сабрина, богиня на река Севърн
- Senua
- Секвана, богиня на река Сена
- Сирона, богиня
- Suleviae
- Сул, (Сулис, Sulis), богиня
- Tamesis, богиня на река Темза
- Вербея, богиня на река Уорф

## Божества на островните келти

#### Мъже
- Abcán
- Abhean
- Aed
- Aengus, Áengus, Óengus
- Aillil
- Alastir
- Aí, Aoi
- Балор, Balar
- Bodb Dearg
- Brea
- Bres, Eochaid Bres
- Brian, Iuchar и Iucharba
- Buarainech
- Cian
- Cichol
- Conand, Conann
- Corb
- Creidhne, Credne

- Crom Cruach
- Crom Dubh
- Cú Roí
- Dagda
- Dáire
- Dian Cecht
- Donn
- Ecne
- Egobail
- Elatha, Elathan
- Elcmar, Elcmhaire
- Goibniu, Goibhniu
- Lir, морски бог
- Luchtaine, Luchta
- Луг, Lú, бог на слънцето и светлината
- Mac Cuill, Mac Cecht, Mac Gréine
- Manannán mac Lir
- Miach
- Midir, Midhir
- Mug Ruith
- Nechtan
- Neit
- Нуада, Nuadha
- Ogma, Oghma
- Seonaidh
- Tethra
- Tuireann

#### Жени
- Aibell, Aoibheal
- Aimend
- Áine
- Airmed, Airmid
- Anann, Anand, Anu
- Badb, Badhbh
- Banba, Banbha
- Bébinn, Bébhinn, Bébhionn, Béfionn
- Bé Chuille
- Beira
- Biróg
- Boann, Boand
- Brigid, Brigit, Brighid, Bríd
- Caer
- Cailleach
- Canola
- Cessair, Ceasair
- Cethlenn, Cethleann
- Cliodhna, Clídna
- Crobh Dearg
- Danu, Dana
- Ériu, Éire
- Ernmas
- Étaín
- Ethniu, Eithne
- Fand
- Fionnuala, Fionnghuala
- Flidais
- Fódla, Fódhla
- Lí Ban
- Macha
- Medb, Meadhbh, Meabh
- Medb Lethderg
- Mongfind, Mongfhionn
- Morrígan, Morríghan
- Mór Muman, Mór Mumhan
- Nemain, Nemhain
- Niamh
- Nicnevin
- Plor na mBan
- Sheela na Gig
- Tailtiu, Taillte

## Уелскибожества

#### Мъже
- Aeron – бог на битките
- Amaethon – бог на агрикултурата
- Араун – цар на подземния свят
- Afallach
- Beli Mawr
- Бран Благословени – цар на Британия
- Culhwch
- Dwyfan
- Dylan Ail Don
- Euroswydd
- Gofannon
- Гвидион, вълшебник
- Gwyddno Garanhir
- Gwyn ap Nudd
- Hafgan
- Lleu Llaw Gyffes
- Lludd Llaw Eraint
- Лур
- Mabon
- Manawydan
- Math fab Mathonwy
- Myrddin Wyllt
- Nisien и Efnysien (двама братя)
- Pryderi
- Pwyll
- Taliesin
- Ysbaddaden

#### Жени
- Arianrhod
- Blodeuwedd
- Brânwen
- Ceridwen
- Cigfa
- Creiddylad
- Cyhyraeth
- Dôn
- Elen
- Модрон
- Olwen
- Penarddun
- Rhiannon